# Escàs (Lérida)
Escàs es una localidad perteneciente al municipio de Rialp, en la provincia de Lérida, comunidad autónoma de Cataluña, España. En 2019 contaba con 24 habitantes.